# Falukorv

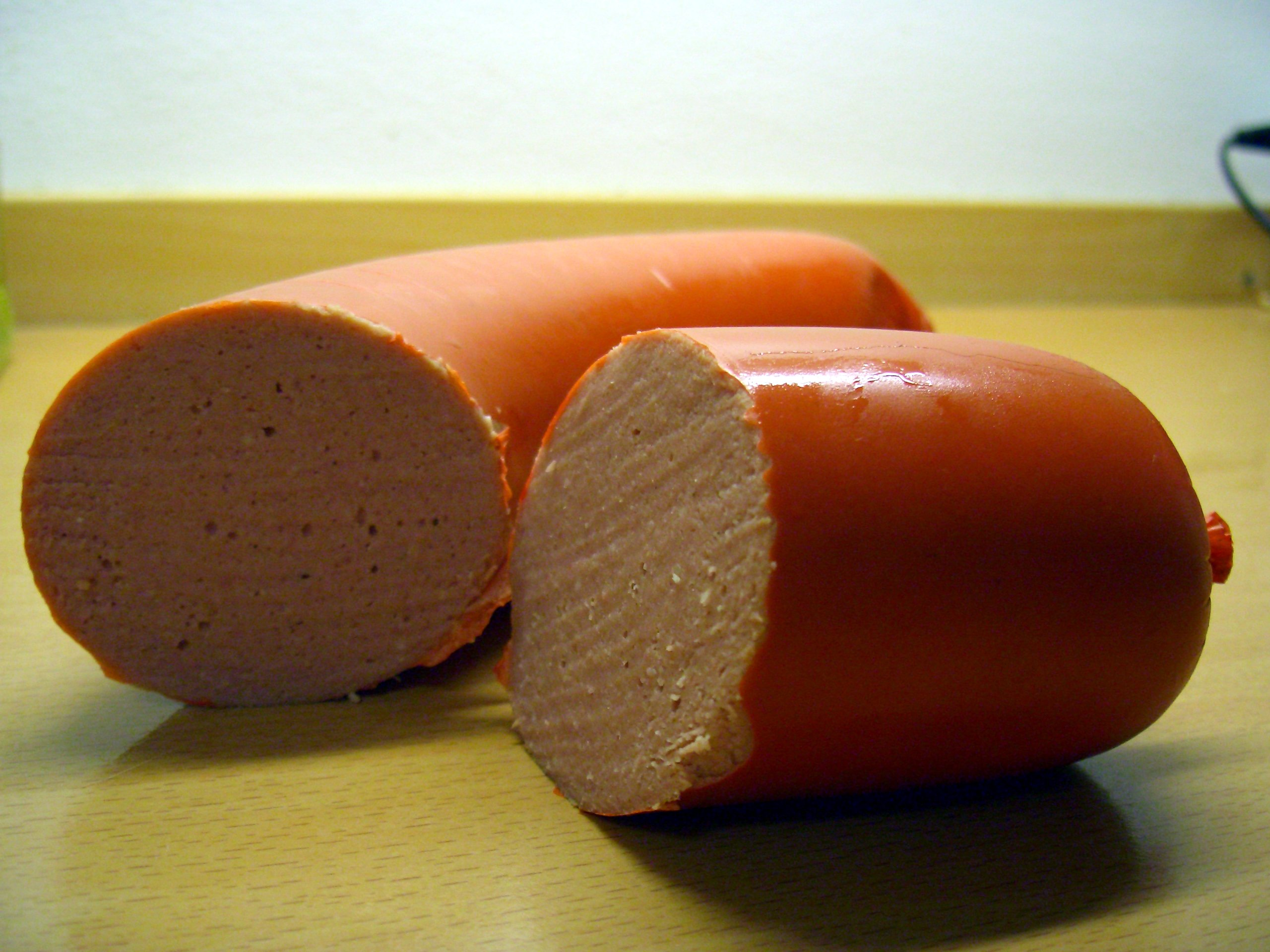
Salchicha de Falun.

La salchicha de Falun (en sueco: falukorv) es un producto cárneo embutido o salchicha, muy popular en la cocina sueca. Debe llevar un mínimo de 40 % de carne de vacuno y cerdo. Se fabrica bajo licencia en la ciudad de Falun.

## Historia
En los siglos XVI y XVII, se usaban cuerdas de cuero vacuno para transportar el material de cobre de la mina de Falun. El ganado se traía en grandes manadas desde la región de Småland y se sacrificaba a su llegada a Falun. La carne se salaba y se ahumaba. Los inmigrantes alemanes de la ciudad, que constituían una importante cantidad, enseñaron la fabricación de salchichas con la carne ahumada. 
En la década de 1870, un sueco, Anders Olsson, comenzó la fabricación de salchichas en su sencilla carnicería, y para 1890, inició el tipo llamado salchicha de Falun, que hoy constituye una marca con denominación de origen. Los descendientes de Olsson continuaron con la tradición y en la actualidad (2007) siguen produciendo la salchicha en la ciudad. En 1992 elaboraron una salchicha de más 80 metros, que fue disfrutada por 4 000 ciudadanos en la plaza de Falun.

## Variantes
Las llamadas cervelas en Francia y las llamadas lyoner en Alemania son el mismo tipo de embutido, pero con distintos ingredientes. La Lionesa o Leonesa en Uruguay es muy similar en ingredientes y textura. No suele usarse para preparaciones calientes sino habitualmente acompañada de fetas de queso en la preparación de sandwiches.